# 須賀由美子
須賀 由美子（すが ゆみこ、1980年10月25日 - ）は、フリーアナウンサーである。

## 来歴・人物
東京都世田谷区出身。立教大学大学院を経て2005年1月、テレビ新潟へアナウンサーとして入社し、1年間在籍して同年12月に退社した。その後シー・フォルダへ移籍して、フリーアナウンサーとして主に栃木県の放送局を中心に活動。さらにホリプロの「アナウンサーズプロモーション」部門に再移籍して現在に至る。
無類のパン好きで、日本野菜ソムリエ協会主催の「ジュニア・パン・アドバイザー」、および、「食生活アドバイザー2級」の資格を取得している。
とちぎ未来大使、さくら市PR天使、 那珂川町ふるさと大使などの観光大使も務めている。
ラジオ・テレビ番組の出演は月曜から金曜が多く、土日はイベント司会や朗読会で活動している。とちぎ技能五輪・アビリンピック2017総合司会など、全国的なイベントの司会も務め、2021年3月29日実施の東京2020オリンピック聖火リレー栃木県さくら市走行ランナーに選出された。
難病支援のために画家のumi.と朗読絵本の出版を行い、表皮水疱症という病名の認知度を上げる活動をしている。

## 現在の出演番組
- RADIO BERRY
  - たいらや presents エコラジ 金曜日10:14 - 10:18
  - 音楽のミナテラスとちぎ 土曜日8:25 - 8:55（2023年3月18日 - )
- 栃木ケーブルテレビ
  - とちぎHOTステーション 毎週火曜日・隔週水曜日16:00 - 16:22（2017年10月 - ）
- 栃木放送
  - 須賀由美子の“四季”をうたう 日曜日 14:00 - 14:30（2023年4月2日 - ）
- とちぎテレビ
  - イブ6プラス 月曜日18:00 - 19:00 スタジオMC

## 過去の出演番組
- RADIO BERRY
  - B-UP!
    - 2010年4月 - 2014年3月･･･水曜・木曜パーソナリティ
    - 2014年4月 - 2015年3月･･･金曜パーソナリティ

  - RBZ魂の火曜日15:00 - 17:00（2014年4月1日 - 2016年3月29日）
  - B・E・A・T
    - 2016年4月4日 - 2018年3月26日･･･月曜パーソナリティ
    - 2019年4月4日 - 2020年3月末）･･･木曜パーソナリティ

  - 宇都宮プライド「愉快なラジオ」金曜日12:00 - 12:49（2010年12月3日 - 2014年3月28日） - パーソナリティ
  - デュアル・サプリ シーズン2 金曜日21:00 - 21:30（2017年9月 - ）
  - レターボックス 木曜日23:55 - 24:00
- 栃木ケーブルテレビ
  - CC9ステーション 火曜日 - ニュースキャスター
- とちぎテレビ
  - 朝生とちぎ
- テレビ新潟
  - 夕方ワイド新潟一番（木・金曜日MC）
  - 月刊 元気一番"生"テレビ
  - 専門医のすすめ
- FM PORT
  - TOKYO→NIIGATA MUSIC CONVOY〜SATURDAY SPECIAL〜（2013年9月7日 - 2015年3月28日）

## その他
ラジオドラマ
- 栃木放送開局60周年ご当地ラジオドラマ「異世界賢者の転生栃木ライフ！」（2024年3月30日 14:00 - 15:10、賢者ルリ[5]）